# Pound the Alarm
Singles de Nicki Minaj
Get Low
(2012) Out of My Mind
(2012)
Pistes de Pink Friday: Roman Reloaded
Starships
(10) Whip It
(12)
Pound the Alarm est une chanson de l'artiste américano-trinidadienne Nicki Minaj. Cette chanson eurodance et house-pop est issue de son second album studio, Pink Friday: Roman Reloaded sorti en avril 2012. Pound the Alarm a été produite par Nadir Khayat, Carl Falk et Rami Yacoub, et a été écrite par Nicki Minaj, Nadir Khayat, Carl Falk, Rami Yacoub, Bilal Hajji ainsi que Achraf Jannusi.
Cette chanson largement influencée par les styles de musique techno, electronic dance et rave reçoit principalement des critiques négatives de la part des critiques musicales, étant trop semblable au premier single de l'album, Starships. Avant la sortie de l'album, Pound the Alarm se positionne dans plusieurs classements mondiaux comme le Canadian Hot 100 et le UK Singles Chart.
Pound the Alarm est publiée en tant que quatrième single extrait de l'album aux États-Unis et en tant que troisième single international.

## Développement
Le 24 mai 2012, un sondage fut publié sur le site internet officiel de Minaj demandant aux fans de choisir le(s) prochain(s) single(s). Le sondage était divisé en trois catégories. La troisième et dernière catégorie demandait de choisir entre Pound the Alarm, Whip It et Va Va Voom. Va Va Voom reçu le plus de votes et remporta le sondage. Whip It était le second choix de fans et Pound the Alarm le troisième. Minaj annonça sur Twitter le 6 juin 2012 qu'elle décida finalement de faire de Pound the Alarm le prochain single à la place de Va Va Voom dû aux demandes favorables des stations de radio anglaises, australiennes et françaises,,.

## Composition
Pound the Alarm est une chanson Eurodance produite par RedOne, Falk et Rami. La chanson fait usage de styles electronic dance, techno et house-pop dans sa composition, et a fortement été influencée par la musique rave,. Après chaque refrain, une « frénétique » dance et dubstep breakdown, des bruits d'alarmes, des battements, et des paroles disant « seize-the-night » se font entendre et sont répétés,.

## Accueil

### Critique
La chanson reçu principalement des critiques négatives dû à la ressemblance avec Starships. 

### Commercial
En Australie, Pound the Alarm entre dans le hit-parade avant sa sortie officielle, le 17 juin 2012 à la 33e place. La semaine suivante, elle bondit en dixième position, son meilleur rang. Pareillement en Nouvelle-Zélande, la chanson débute à la douzième place le 18 juin. Elle grimpe en sixième position la semaine suivante et garde cette place pendant deux semaines avant de redescendre. Elle est certifiée disque d'or par la Recording Industry Association of New Zealand (RIANZ). Au Royaume-Uni, Pound the Alarm est classée en 79e position le 14 avril 2012 à la suite de la parution de l'album Pink Friday: Roman Reloaded. Elle y retourne le 30 juin à la 61e position puis atteint la huitième place le 18 août.

## Clip
Nicki Minaj a confirmé sur Twitter que pour le clip Pound the Alarm elle est allée à Trinité-et-Tobago pour le tourner. Elle envisage un clip sur le thème du carnaval dont le tournage est prévu le 4 juillet. Le clip sera fait dans la journée. Le 2 juillet, elle a annoncé sur Twitter que 500 fans sont prévus pour apparaître dans le clip et ont été invités à envoyer une photo d'eux en tenue de carnaval afin de pouvoir apparaitre dans le clip. Le directeur du clip sera Benny Boom qui a également filmé le clip Beez in the Trap. Elle a également publié que le clip pourrait être visionné en 3D. Nicki a publié un behind the scene : dans les coulisses des vidéos du tournage le 13 juillet 2012. Comme l'a confirmé Nicki Minaj sur son compte Twitter, le clip sera disponible sur Vevo le 31 juillet 2012 et est bien sorti le jour prévu.

## Crédits et personnels
Enregistrement
- Enregistré aux studios Conway Recording, Hollywood, Californie, États-Unis
- Mixé aux studios Conway Recording

Personnel
- Nicki Minaj – parolier
- RedOne – parolier, producteur, backing vocals, instruments
- Carl Falk – parolier, producteur, mixage, instruments
- Rami Yacoub – parolier, producteur, mixing, instruments
- Bilal Hajji – parolier, backing vocals
- Achraf Jannusi – parolier, backing vocals
- Trevor Muzzy – enregistrement, mixage, vocal editing
- Ariel Chobaz – enregistrement
- Jon Sher – enregistrement assistant
- Jeanette Olsson – backing vocals

## Classement et certifications
| Classement (2012)                       | Meilleure position |
| --------------------------------------- | ------------------ |
| Allemagne (Media Control AG)            | 82                 |
| Australie (ARIA)                        | 10                 |
| Belgique (Flandre Ultratop 50 Singles)  | 14                 |
| Belgique (Wallonie Ultratop 50 Singles) | 30                 |
| Canada (Hot 100)                        | 8                  |
| Danemark (Tracklisten)                  | 23                 |
| Finlande (Suomen virallinen lista)      | 4                  |
| France (SNEP)                           | 19                 |
| France (Club 40)                        | 4                  |
| France (Airplay)                        | 4                  |
| Irlande (IRMA)                          | 8                  |
| Nouvelle-Zélande (RMNZ)                 | 6                  |
| Pays-Bas (Nederlandse Top 40)           | 30                 |
| Tchéquie (IFPI Rádio)                   | 41                 |
| Slovaquie (IFPI Rádio)                  | 16                 |
| Suède (Sverigetopplistan)               | 33                 |
| Suisse (Schweizer Hitparade)            | 44                 |
| Royaume-Uni (UK Singles Chart)          | 8                  |
| États-Unis (Hot 100)                    | 15                 |
| États-Unis (Dance Club Songs)           | 1                  |
| États-Unis (Pop Airplay)                | 13                 |

| Pays             | Certification |
| ---------------- | ------------- |
| Australie        | 2 × Platine   |
| Danemark         | Or            |
| Nouvelle-Zélande | Or            |
| États-Unis       | Platine       |

## Historique de sortie
| Pays        | Date            | Format                    |
| ----------- | --------------- | ------------------------- |
| États-Unis, | 17 juillet 2012 | Top 40 / Mainstream radio |
| États-Unis, | 31 juillet 2012 | Rhythmic radio            |
| Allemagne   | 17 août 2012    | Téléchargement numérique  |